# Gold Diggers of 1933
Gold Diggers of 1933 és una pel·lícula pre-codi de la Warner Bros. dirigida per Mervyn LeRoy i protagonitzada per Warren William, Joan Blondell i Aline MacMahon. La pel·lícula contenia diferents números musicals amb música de Harry Warren i lletres d’Al Dubin. Està basada en l’obra teatral “The Gold Diggers” d’Avery Hopwood de la que ja s'havia realitzat prèviament una altra versió titulada “The Gold Diggers” (1923). Es va estrenar el 27 de maig de 1933 i va constituir un dels grans èxits comercials d’aquell any. Nathan Levinson va ser nominat a l'Oscar al millor so pel seu treball en aquesta pel·lícula. Per altra banda, el National Film Registry de la Biblioteca del Congrés dels Estats Units la va seleccionar el 2003 per a la seva preservació degut al seu valor cultural, històric o estètic.

## Argument
Carol King, Trixie Lorraine i Polly Parker, tres noies sense feina que viuen juntes en un apartament barat de la ciutat de Nova York, estan a punt de quedar-se sense el seu últim parell de mitges quan la rival Fay Fortune les informa que el productor de Broadway Barney Hopkins està preparant un nou espectacle. Carol porta Barney a l'apartament, on les noies han convidat els seus amics, inclòs el xicot de Polly, Brad Roberts, un aspirant a compositor, per fer una audició. Després que Barney escolti les cançons, admet que no té patrocinadors, però Brad s'ofereix a posar els diners amb la condició que Polly aparegui en l’espectacle. Trixie i Carol estan segures que Brad està arruïnat i temen que hagi robat els diners quan es nega aparèixer pels assajos.
La nit de l'estrena, Brad es veu obligat a substituir el juvenil. El musical és un èxit però Brad és reconegut com Robert Treat Bradford, l'hereu de la fortuna d'una destacada família de Boston. En fer-se públic, Lawrence el germà de Brad i Faneuil H. Peabody el banquer de la família vénen a Nova York per aturar la carrera de Brad i planegen que Lawrence sedueixi Polly. Les coses es compliquen encara més quan Carol es fa passar per Polly, representant la cerca-fortunes que Lawrence espera trobar. Trixie també juga i sedueix Peabody. Com a Polly, Carol accepta la recompensa de Lawrence a canvi de no casar-se amb Brad però com que s'ha enamorat de Lawrence admet la seva veritable identitat i refusa el xec de 10.000 dòlars, demostrant a la vegada que no és una caça-fortunes. Lawrence s'adona que també està enamorat de Carol i canvia d'actitud sobre les noies. Finalment, Brad es casa amb Polly i Trixie es casa amb Peabody.

## Repartiment
- Warren William (J. Lawrence Bradford)
- Joan Blondell (Carol King)
- Aline MacMahon (Trixie Lorraine)
- Ruby Keeler as Polly Parker
- Dick Powell (Brad Roberts, després Robert Treat Bradford))
- Ginger Rogers (Fay Fortune)
- Guy Kibbee (Faneuil H. Peabody)
- Ned Sparks (Barney Hopkins)
- Etta Moten (solista a "Remember My Forgotten Man")
- Billy Barty (nadó)
- Tammany Young (Gigolo Eddie)
- Charles Lane (periodista)
- Sterling Holloway (missatger)
- Etta Moten (solista)
- Ferdinand Gottschalk
- Clarence Nordstrom
- Busby Merkeley
- Dennis O’Keefe

## Números musicals

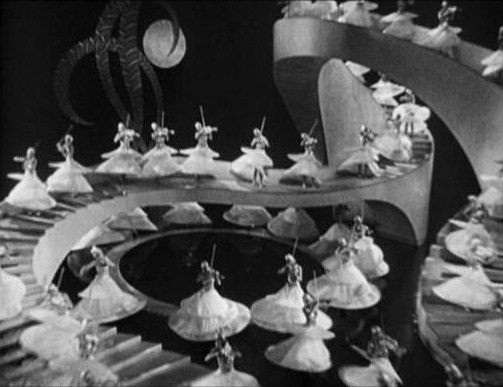
Fotograma del número musical "Waltz of the Shadows"

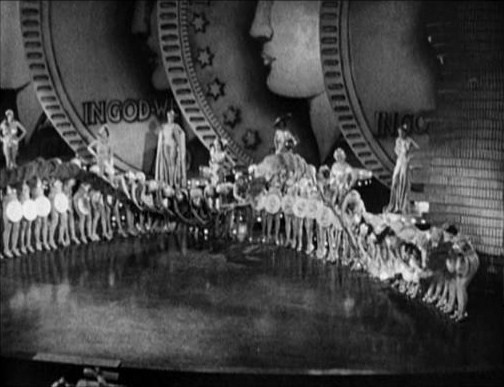
Fotograma del número musical "We're in the Money"

La pel·lícula conté quatre números musicals escrits per Harry Warren (música) i Al Dubin (lletra) i coreografiats per Busby Berkeley. Aquests són:
- We're in the Money, cantada per Ginger Rogers acompanyada de coristes vestides escassament que ballen con monedes gegants.
- Pettin 'in the Park, cantada per Ruby Keeler i Dick Powell. Inclou un ball de claquí de Keeler i una seqüència en la que l’actor nan Billy Barty caracteritzat com a nadó escapa amb el seu cotxet. Com a part del número, les noies es veuen sorpreses per una tempesta i corren darrera una pantalla retro-il·luminada per treure’s la roba molla mostrant les seves siluetes. Quan surten de nou porten vestits de metall i Barty dona un obrellaunes a Dick Powell perquè les hi pugui treure. Aquest número inicialment havia de cloure la pel·lícula.[2]
- Waltz of the Shadows, cantada per Powell y Keeler. Keeler, Rogers y un grup de coristes ballaven portant violins i arcs que eren tubs de neó els quals brillaven en la foscor.
- Remember My Forgotten Man interpretada per Joan Blondell, amb la vocalista Etta Moten. Joan Blondell reconforta oferint cigarretes a soldats de la Primera Guerra Mundial que tornen del front i que apareixen siluetejats en la pantalla retro-il·luminada. Es tracta d’un número fortament influenciat per l'expressionisme alemany i que fa una crua evocació a la pobresa de la Gran Depressió. Els productors, impressionats, decidiren que aquest número clouria la pel·lícula.[2]